# Цеддіані
Цеддіані (італ. Zeddiani, сард. Tzeddiani) — муніципалітет в Італії, у регіоні Сардинія,  провінція Ористано.
Цеддіані розташоване на відстані близько 390 км на південний захід від Рима, 100 км на північний захід від Кальярі, 10 км на північ від Ористано.
Населення — 1164 особи (2014).

## Демографія
Населення за роками:

Станом на 1 січня 2023 року в муніципалітеті офіційно проживали 23 іноземці з 9 країн, серед них 5 громадян країн Євросоюзу.

## Сусідні муніципалітети
- Баратілі-Сан-П'єтро
- Ористано
- Сан-Веро-Міліс
- Сіамаджоре
- Траматца